# Chelonus nebraskensis
Chelonus nebraskensis är en stekelart som först beskrevs av La Munyon 1877.  Chelonus nebraskensis ingår i släktet Chelonus och familjen bracksteklar. Inga underarter finns listade i Catalogue of Life.